# NGC 7780
NGC 7780 ist eine Balken-Spiralgalaxie vom Hubble-Typ SBab im Sternbild Fische auf der Ekliptik. Sie ist schätzungsweise 237 Millionen Lichtjahre von der Milchstraße entfernt und hat einen Durchmesser von etwa 60.000 Lj.  

Im selben Himmelsareal befinden sich u. a. die Galaxien NGC 7778, NGC 7779, NGC 7781, NGC 7782.
Das Objekt wurde am 18. Oktober 1881 von Édouard Stephan entdeckt.